# Canton de Reims-6
Le canton de Reims-6 est une circonscription électorale française située dans le département de la Marne et la région Grand Est.

## Géographie
Ce canton s'étend sur une partie de la ville de Reims. 

## Histoire
Le canton de Reims-VI est créé par décret du 13 juillet 1973 réorganisant les cantons de Reims.
Par décret du 21 février 2014, le nombre de cantons du département est divisé par deux, avec mise en application aux élections départementales de mars 2015. Le canton de Reims-5 est conservé et voit ses limites territoriales remaniées.

## Représentation

### Représentation avant 2015
| Période | Période          | Identité                 | Étiquette    | Qualité                                                                                        |
| ------- | ---------------- | ------------------------ | ------------ | ---------------------------------------------------------------------------------------------- |
| 1973    | 1979             | Alain Quenel (1929-2006) | UDR puis RPR |                                                                                                |
| 1979    | 1998             | Richard Foy              | UDF          | Journaliste, conseiller municipal de Reims (1983-1995)                                         |
| 1998    | 2004             | Gabrielle Nguyen         | DVD puis RPR | Commerçante Adjointe au maire de Reims                                                         |
| 2004    | 2011             | Francis Hénon            | PS           | Chef d'entreprise Conseiller municipal de Reims                                                |
| 2011    | 2014 (démission) | Arnaud Robinet           | UMP          | Enseignant - Chercheur - Praticien hospitalier Député (2008-2017) - Maire de Reims depuis 2014 |
| 2014    | 2015             | Valérie Beauvais         | UMP          | Assistante parlementaire 3e adjointe au maire de Reims                                         |

### Représentation après 2015
| Période élective | Période élective | Mandat | Mandat   | Identité      | Nuance | Nuance | Qualité |
| ---------------- | ---------------- | ------ | -------- | ------------- | ------ | ------ | --- |
| 2015             | 2021             | 2015   | 2021     | Mario Rossi   |        | UDI    | Adjoint au maire de Reims Vice-Président du Conseil départemental (Insertion - Contrats territoriaux de développement social) |
| 2015             | 2021             | 2015   | 2021     | Marie Depaquy |        | UDI    | Sage-femme, conseillère municipale de Reims Vice-Présidente du Conseil départemental (Personnes âgées)                        |
| 2021             | 2028             | 2021   | en cours | Marie Depaquy |        | UDI    | Conseillère sortante 8ème vice-présidente chargée des Personnes Âgées                                                         |
| 2021             | 2028             | 2021   | en cours | Mario Rossi   |        | UDI    | Conseiller sortant Conseiller municipal délégué à la commande publique 5ème vice-président chargé de l'Insertion              |

### Résultats détaillés

#### Élections de mars 2015
À l'issue du 1er tour des élections départementales de 2015, deux binômes sont en ballottage : Mario Rossi et Marie Simon Depaquy (UDI, 31,88 %) et Guillaume Bureau et Audrey Puireux (FN, 30,31 %). Le taux de participation est de 44,68 % (6 415 votants sur 14 357 inscrits) contre 48,93 % au niveau départemental et 50,17 % au niveau national.
Au second tour, Mario Rossi et Marie Depaquy (UDI) sont élus avec 65,28 % des suffrages exprimés et un taux de participation de 43,1 % (3 674 voix pour 6 189 votants et 14 361 inscrits).

#### Élections de juin 2021
Le premier tour des élections départementales de 2021 est marqué par un très faible taux de participation (33,26 % au niveau national). Dans le canton de Reims-6, ce taux de participation est de 22,61 % (3 308 votants sur 14 631 inscrits) contre 28,76 % au niveau départemental. À l'issue de ce premier tour, deux binômes sont en ballottage : Marie Depaquy et Mario Rossi (Union des démocrates et indépendants, 40,84 %) et Virginie Ehrbahn et Léo Charlie Tyburce (binôme écologiste, 32,52 %).
Le second tour des élections est marqué une nouvelle fois par une abstention massive équivalente au premier tour. Les taux de participation sont de 34,36 % au niveau national, 29,32 % dans le département et 24,04 % dans le canton de Reims-6. Marie Depaquy et Mario Rossi (Union des démocrates et indépendants) sont élus avec 60,34 % des suffrages exprimés (1 987 voix pour 3 517 votants et 14 631 inscrits),,.

## Composition

### Composition de 1973 à 2015

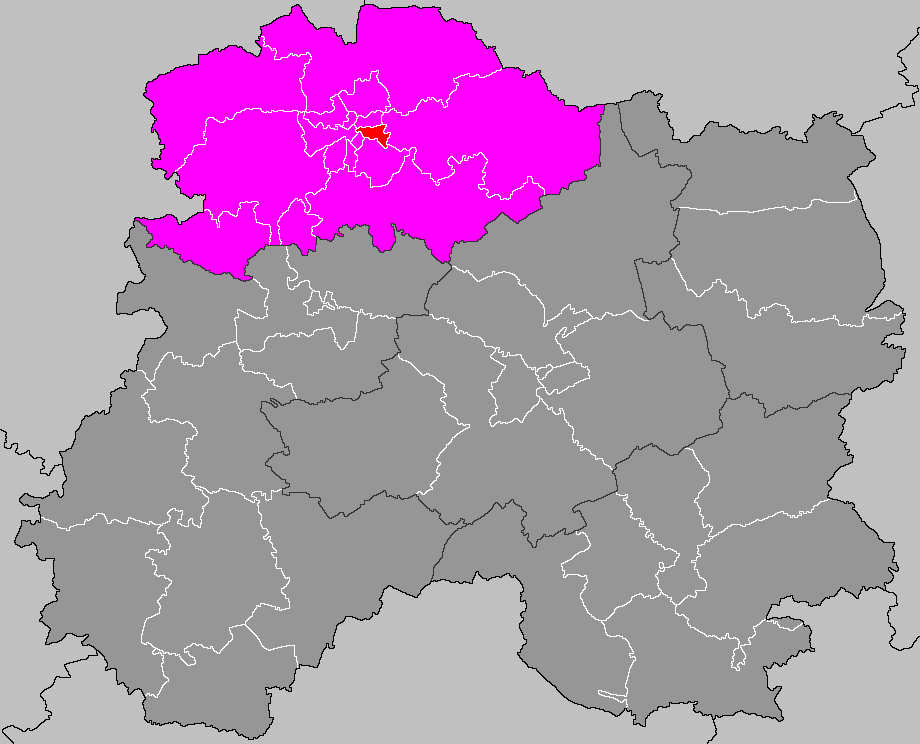
Situation du canton de Reims-6 dans le département de la Marne avant 2015.

Lors de sa création, le canton de Reims-VI est composé de la portion de territoire de la ville de Reims déterminée par l'axe des voies ci-après : rue de Vesle côté impair entre les rues Chanzy et Tronsson-Ducoudray, place Myron-Herrick côté impair, rue Carnot côté impair, place Royale côté pair, rue Cérès côté pair, place Aristide-Briand de la rue Cérès à l'avenue Jean-Jaurès côté pair, avenue Jean-Jaurès côté pair de la place Aristide-Briand à la rue de Cernay, rue et route de Cernay, les limites de la ville de Reims et de la commune de Cernay-lès-Reims, le chemin de Beine par les Hauts côté impair, rue des Crayères côté impair, boulevard Henri-Vasnier côté impair du boulevard Pommery au boulevard Pasteur, boulevard Pasteur côté impair, rue Gerbert côté impair du boulevard Pasteur à la rue Ponsardin, rue Ponsardin entre les rues Gerbert et des Murs, rue des Murs côté impair, rue de Contrai côté impair et rue Chanzy côté impair.

### Composition depuis 2015
| Nom                           | Code Insee | Intercommunalité | Superficie (km2) | Population (dernière pop. légale)                 | Densité (hab./km2) | Modifier                                    |
| ----------------------------- | ---------- | ---------------- | ---------------- | ------------------------------------------------- | ------------------ | ------------------------------------------- |
| Reims (bureau centralisateur) | 51454      | CU Grand Reims   | 46,90            | Fraction : 26 996 (2022) Commune : 178 478 (2022) | 3 806              | modifier les données · modifier les données |
| Canton de Reims-6             | 5116       |                  |                  | 26 996 (2022)                                     |                    | modifier les données                        |

Le canton est désormais composé de la partie de la commune de Reims située à l'intérieur d'un périmètre défini par l'axe des voies et limites suivantes : depuis la limite territoriale de la commune de Saint-Brice-Courcelles, rue Frédéric-Jacob, avenue Salvador-Allende-Gossens, boulevard des Tondeurs, rue du Docteur-Albert-Schweitzer, rue Raymond-Poincaré, rue du Docteur-Lucien-Bettinger, rue Léopold-Charpentier, rue du Fond-Pâte, rue du Docteur-Albert-Schweitzer, rue Roger-Salengro, place Luton, rue Emile-Zola, rue Landouzy, rue Lesage, pont de Laon, avenue de Laon, ligne de chemin de fer, rue de Saint-Brice, rue Tarbé, avenue Brébant, boulevard Charles-Arnould, boulevard Albert-Ier, rue Saint-Thierry, chemin des Trois-Fontaines, place des Trois-Fontaines, jusqu'à la limite territoriale de la commune de Saint-Brice-Courcelles.

## Démographie

### Démographie avant 2015
| 1975 | 1982 | 1990   | 1999   | 2006   | 2011   | 2012   |
| ---- | ---- | ------ | ------ | ------ | ------ | ------ |
| -    | -    | 24 608 | 24 847 | 24 468 | 24 850 | 25 455 |

### Démographie depuis 2015
En 2022, le canton comptait 26 996 habitants, en évolution de +5,53 % par rapport à 2016 (Marne : −1,19 %, France hors Mayotte : +2,11 %).
| 2013   | 2018   | 2022   |
| ------ | ------ | ------ |
| 24 965 | 26 396 | 26 996 |